# Karl Egon II zu Fürstenberg
Karl Egon zu Fürstenberg, född den 28 oktober 1796 i Prag, död den 22 oktober 1854 i Ischl, var en tysk furste.
Fürstenberg var den siste innehavaren av furstendömet Fürstenberg före dess mediatisering 1806, förmäldes 1818 med en badensisk prinsessa och utövade under sin svåger storhertig Leopolds regering (efter 1830) starkt inflytande på Badens politik som medlem av lantdagens första kammare, där han vanligen uppträdde i moderat reformvänlig riktning. Den fint bildade fursten samlade omkring sig i sitt residens Donaueschingen en vitter och konstnärlig krets samt utövade där en omfattande välgörenhetsverksamhet.